# Vincent Rose
 (février 2022).
Si vous disposez d'ouvrages ou d'articles de référence ou si vous connaissez des sites web de qualité traitant du thème abordé ici, merci de compléter l'article en donnant les références utiles à sa vérifiabilité et en les liant à la section « Notes et références ».
Vincent Rose 	(Vincenzo Cacioppo) né le 13 juin 1880 à Palerme et mort le 20 mai 1944 à Rockville Centre, est un violoniste, pianiste, compositeur et chef d'orchestre américain d'origine italienne.

## Biographie
Rose détient l'une des plus longues histoires en tant que chef de groupe. Il a atteint une grande popularité avec son Montmartre Orchestra dans les années 1920 et a enregistré avec le groupe pour RCA. La même formation enregistra plus tard pour le label Columbia sous le nom de Hollywood Orchestra. Après avoir quitté la Californie, il s'installe à New York, mais continue d'enregistrer sous le nom de "Vincent Rose and His Orchestra" pour divers labels tout au long des années 1930.
En 1921, la succession de Giovanni Ricordi et la maison d'édition musicale qu'il a fondée, Casa Ricordi (l'éditeur des opéras de Puccini) ont poursuivi Rose pour la chanson «Avalon», affirmant que la mélodie avait été "tirée" de l'air de E lucevan le stelle de l'opéra Tosca de Puccini. Le tribunal a défini pour Puccini et son éditeur, 25 000 $ de dommages-intérêts, plus toutes les futures redevances gagnées pour «Avalon». 	
Le compositeur et ses héritiers, cependant, ont continué à recevoir des redevances en vertu d'un accord conclu avec Ricordi pour un paiement de  1 $ seulement. De telles redevances s'élevaient à une somme très importante, bien plus que les 25 000 $ versés en dommages-intérêts à l'éditeur.

## Discographie
Rose est un compositeur prolifique, ayant publié plus de 200 chansons. Ses succès comprennent :
- 1920 Whispering a été publié pour la première fois par Sherman, Clay & Co., de San Francisco. Le copyright initial et la première publication attribuent les paroles à Malvin Schonberger et la musique à John Schonberger
- 1921 Avalon avec des paroles d'Al Jolson et Buddy DeSylva.
- 1923 Linger Awhile
- 1940 Blueberry Hill